# Masacre de Mỹ Trạch
La masacre de My Trach ((en vietnamita): Thảm sát Mỹ Trạch) fue una masacre cometida en Lệ Thủy, provincia de Quang Binh en Vietnam puesta en ejecución por el ejército francés durante la guerra de Indochina. El crimen se perpetró desde las 12 a las 2 del 29 de noviembre de 1947. En esta masacre los soldados franceses mataron a más de 300 ancianos, niños y mujeres desarmados. La mitad de los residentes de esta aldea fue muertos. Hoy hay un parque conmemorativo para las víctimas en esta aldea. Ningún criminal fue juzgado ni mucho menos condenado.